# Brozas
Brozas ist ein westspanischer Ort und eine Gemeinde (municipio) mit 1.746 Einwohnern (Stand: 2024) in der Provinz Cáceres in der Autonomen Region Extremadura im Südwesten Spaniens. Seit dem Jahr 2016 ist der alte Ortskern als Kulturgut (Bien de Interés Cultural) in der Kategorie Conjunto histórico-artístico eingestuft.

## Lage
Der Ort Brozas liegt knapp 10 km (Luftlinie) südlich des Tajo 50 km (Fahrtstrecke) nordwestlich der Provinzhauptstadt Cáceres in einer Höhe von ca. 410 m. Der über die Grenzen Spaniens hinaus bekannte und unweit der Grenze zu Portugal gelegene Ort Alcántara ist nur knapp 16 km in nordwestlicher Richtung entfernt. Das Klima ist gemäßigt bis warm; Regen (ca. 635 mm/Jahr) fällt hauptsächlich im Winterhalbjahr.

## Bevölkerungsentwicklung
| Jahr      | 1842  | 1900  | 1950  | 2000  | 2021  |
| Einwohner | 5.525 | 5.143 | 5.960 | 2.328 | 1.790 |

Der deutliche Bevölkerungsrückgang seit den 1950er Jahren ist im Wesentlichen auf die Mechanisierung der Landwirtschaft sowie die Aufgabe bäuerlicher Kleinbetriebe („Höfesterben“) und den damit einhergehenden Verlust von Arbeitsplätzen zurückzuführen.

## Wirtschaft
Die fruchtbaren aber steinigen Böden der Umgebung lieferten die Grundlage für den Anbau von Weizen und anderen Feldfrüchten für die in früheren Zeiten vorwiegend als Selbstversorger lebenden Einwohner. In der wachsenden Kleinstadt selbst ließen sich sukzessive Händler, Handwerker und Dienstleister aller Art nieder.

## Geschichte

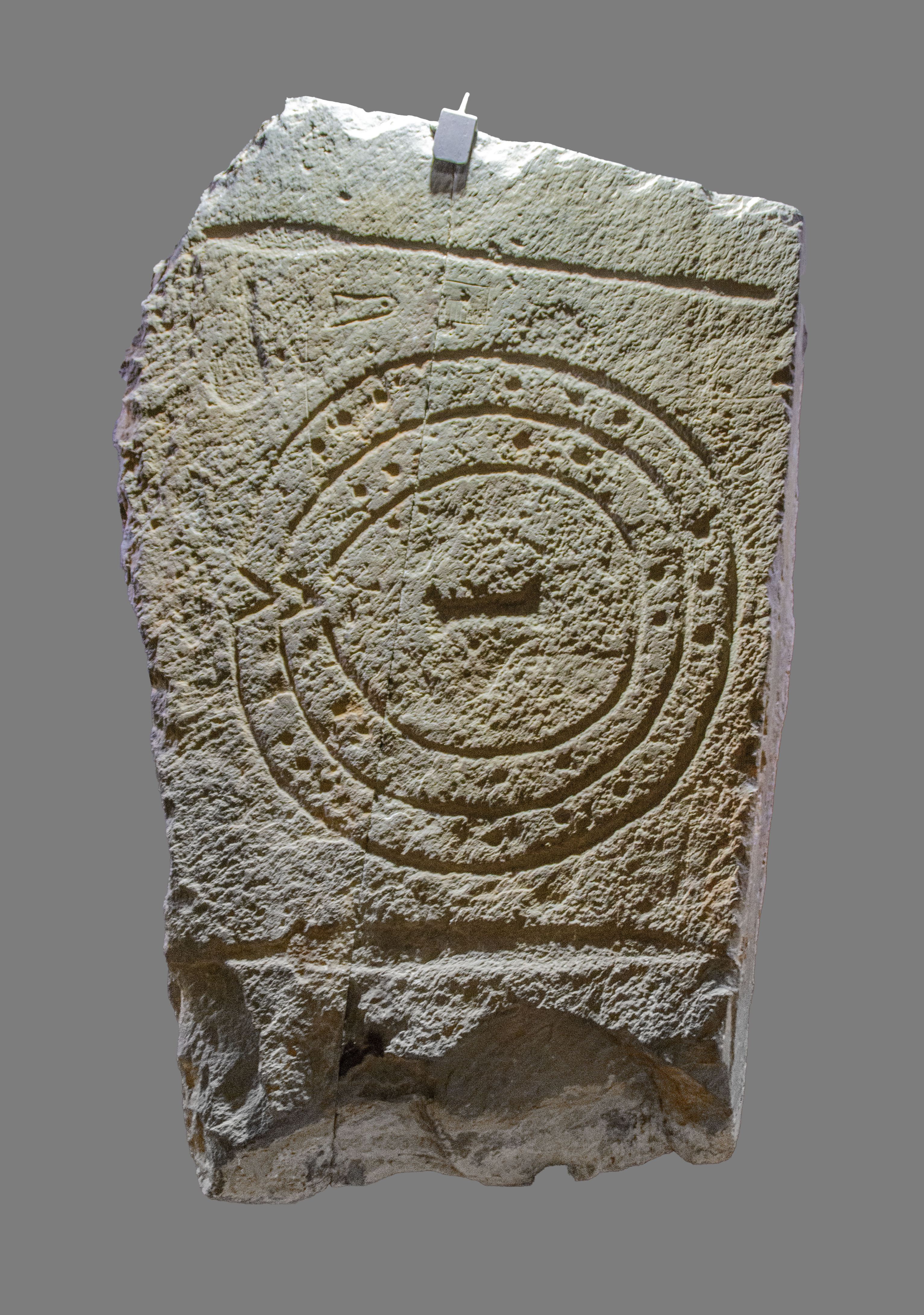
Bronze- oder eisenzeitliche Stele mit konzentrischen Kreisen

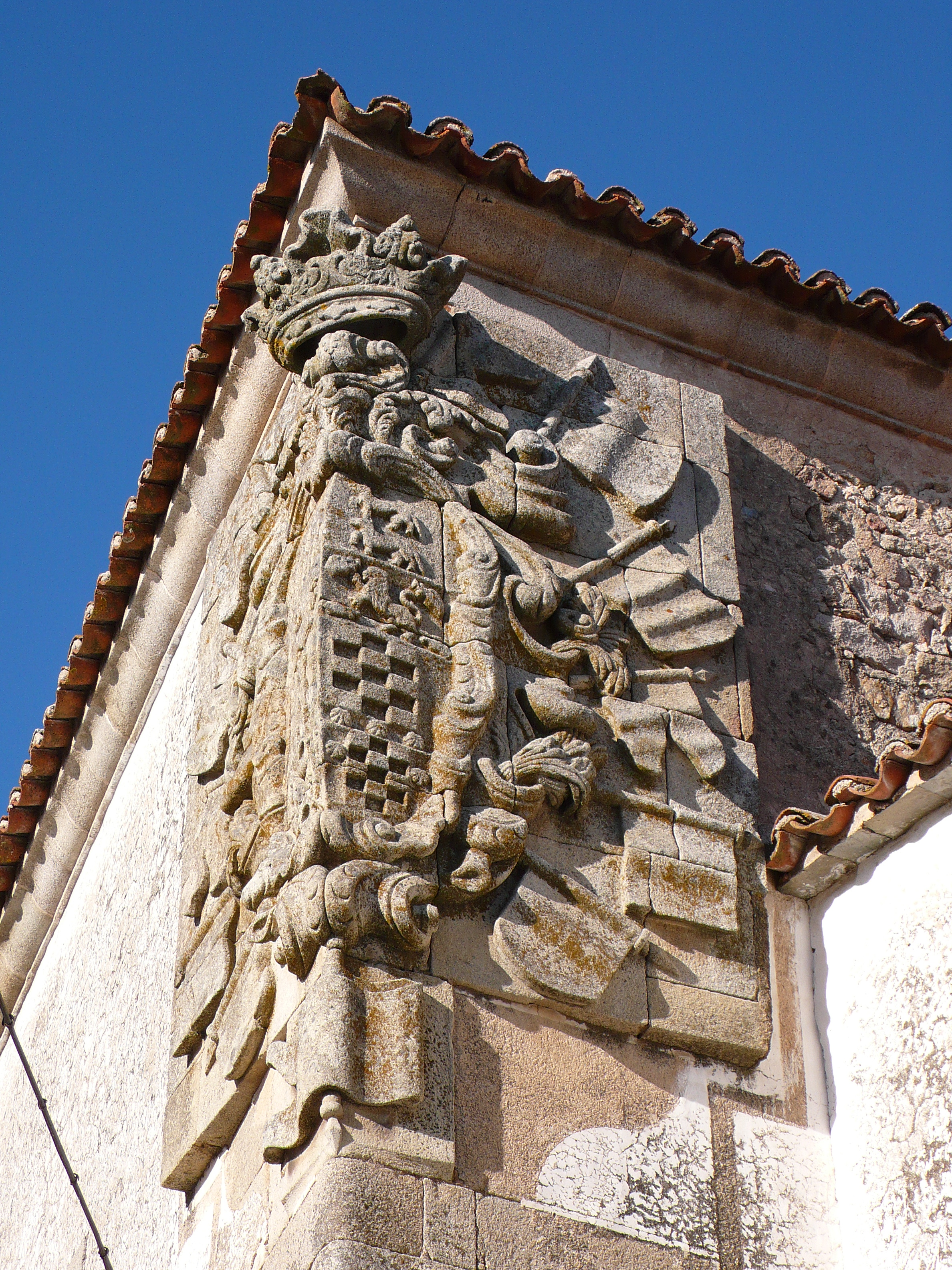
Wappenschild der Grafen von Canilleros

Bronze-, eisenzeitliche und römische Kleinfunde wurden in geringer Zahl gemacht; die Gegend gehörte lange Zeit zur römischen Provinz Lusitanien. Die Westgoten hinterließen kaum Spuren. Die Region wurde im 8. Jh. von den Arabern und ihren maurischen Hilfstruppen überrannt; archäologische Zeugnisse fehlen jedoch. Brozas (früher Las Broças) und sein Umland wurden um das Jahr 1213 von den kastilisch-leonesischen Truppen Alfons’ IX. (reg. 1188–1230) aus den Händen der Mauren zurückerobert (reconquista), anschließend dem Alcántara-Ritterorden übergeben und sukzessive von Christen aus dem Norden und von Flüchtlingen aus Al-Andalus wiederbesiedelt (repoblación). Im 15. Jahrhundert gab es in der Gegend wiederholte Auseinandersetzungen zwischen den um Territorialansprüche rivalisierenden Königreichen Kastilien und Portugal, die erst gegen Ende des Jahrhunderts durch die Katholischen Könige Isabella von Kastilien und Ferdinand von Aragón beendet wurden. Unter Karl I. (reg. 1516–1556) erhielt Brozas gegen eine Zahlung von 7500 Golddukaten im Jahr 1537 die Stadtrechte und löste sich somit aus der Abhängigkeit vom Alcántaraorden. Danach setzte ein enormer wirtschaftlicher und demografischer Aufschwung ein, der allerdings durch die Pestepidemie der Jahre 1599 bis 1601 unterbrochen wurde.

## Sehenswürdigkeiten

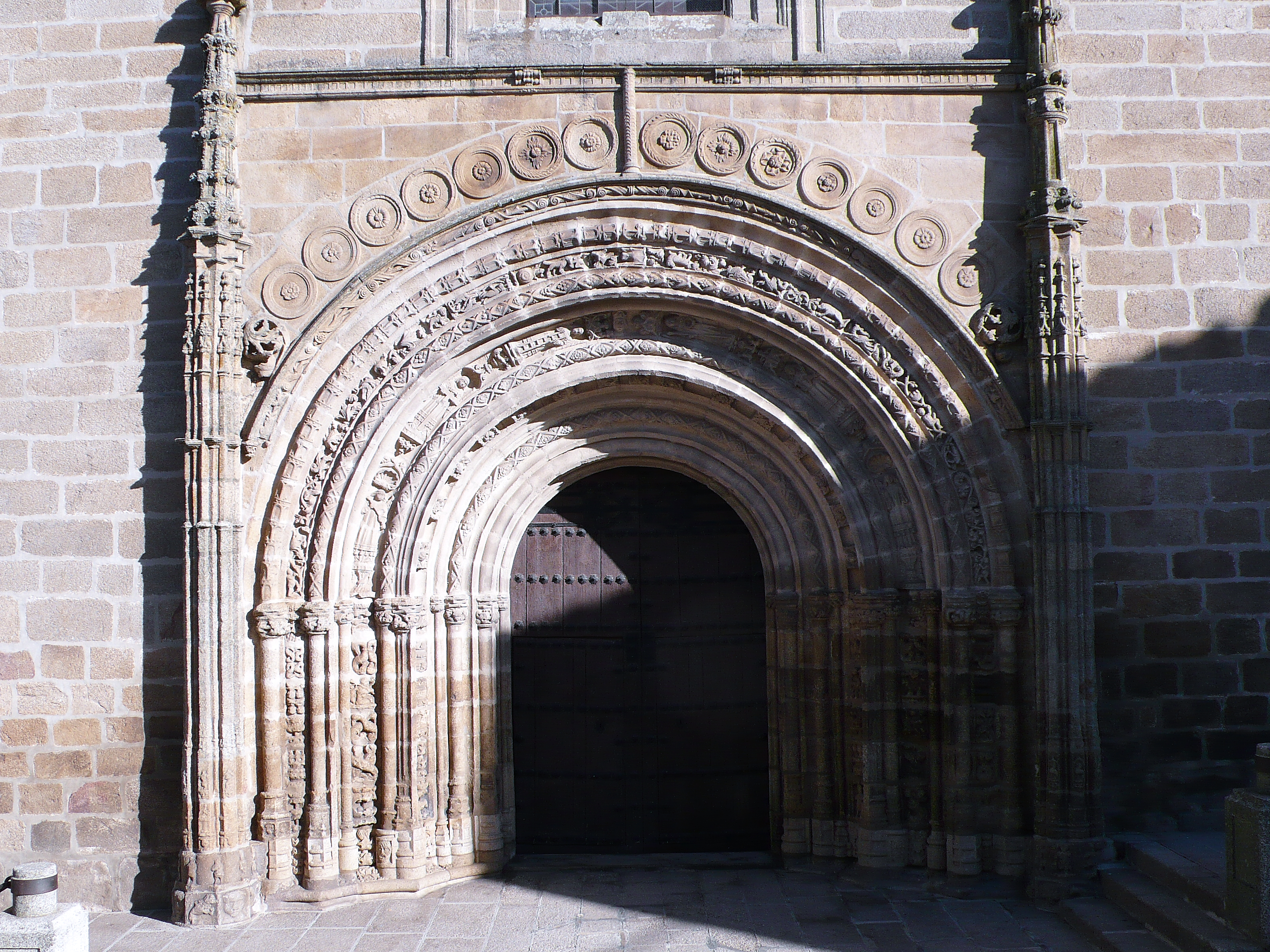
Portal von Santa María la Mayor

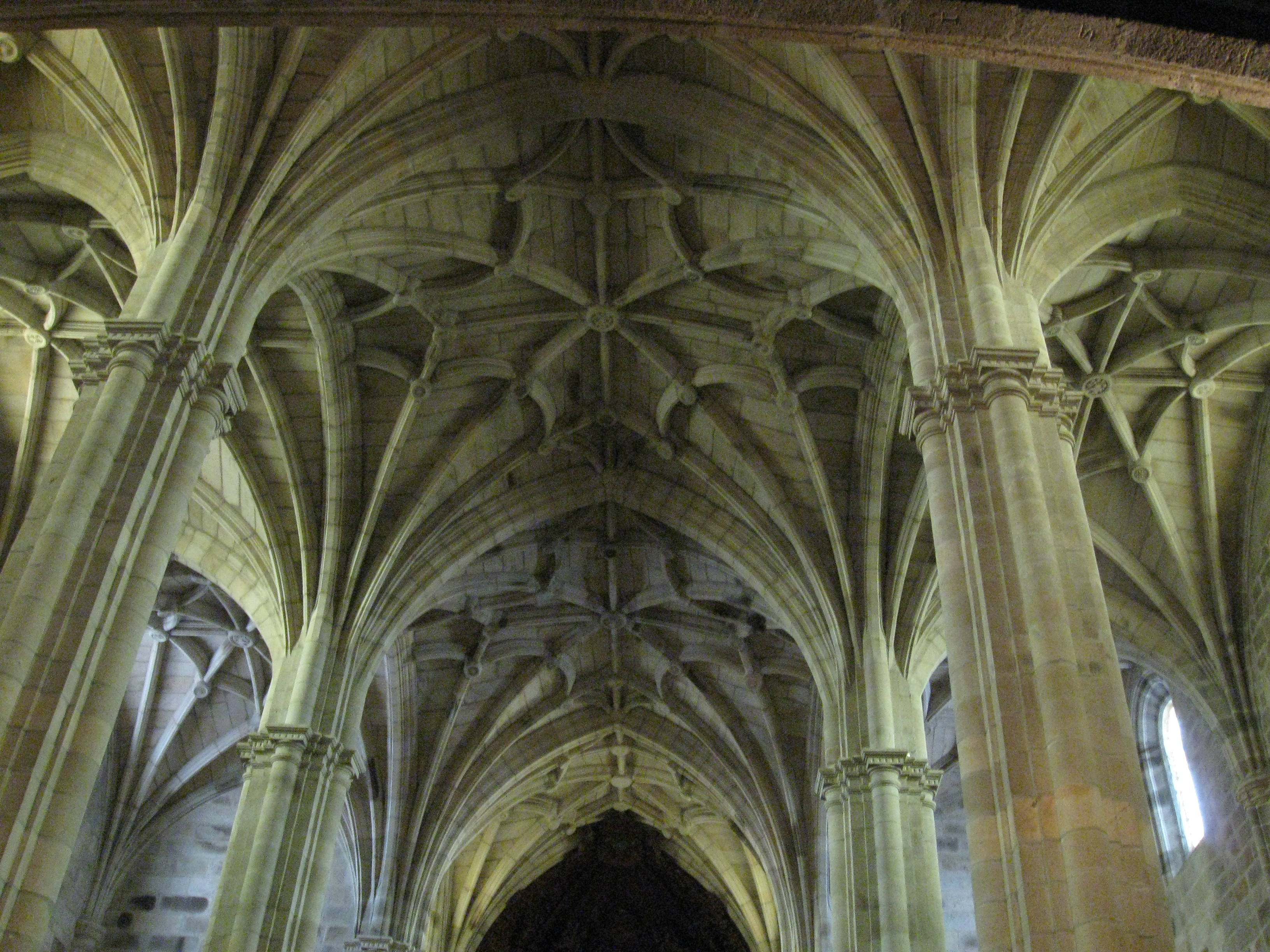
Hallenkirche Santa María la Mayor

- Brozas beeindruckt durch zahlreiche Kirchen (iglesias), Einsiedeleien (ermitas), Konvente (conventos) und Adelspaläste (palacios) mit steinernen Wappenschilden.
- Wichtigster Sakralbau der Kleinstadt ist die an der Stelle eines einfachen Vorgängerbaus im 16. Jahrhundert entstandene Iglesia de Santa María la Mayor y de la Asunción (auch La Catedralina = „kleine Kathedrale“ genannt), deren auf den ersten Blick romanisch anmutendes Westportal sowohl Stileinflüsse der Spätgotik als auch der Renaissance zeigt; besonders zu erwähnen sind die Archivoltenbögen mit Engelsfiguren, die die Leidenswerkzeuge Christi in Händen halten. Die Westfassade ist dagegen insgesamt äußerst schmucklos gehalten. Ein weiteres Portal (Portal de la Umbria) zeigt ausschließlich Renaissanceformen und -ornamente. Das dreischiffige, aber gleich hohe Kircheninnere (Hallenkirche) wird von einem spätgotischen Sterngewölbe überspannt. Aus der Mitte des 18. Jahrhunderts stammt der spätbarocke Hauptaltar (retablo mayor).[6][7][8]
- Von der immer wieder erneuerten Stadtbefestigung sind nur wenige Teile erhalten.
- Aus derselben Zeit wie die Kirche stammt der Palacio de los Condes de Canilleros mit einem ungewöhnlichen über Eck gesetzten Wappenschild.

Umgebung
- Ca. 1 km außerhalb des Ortes steht der ebenfalls im 16. Jahrhundert erbaute Convento de las Comendadoras de Alcántara, der gegen Ende des 20. Jahrhunderts zu einem Hotel umgebaut wurde.